# 女人女人 (美國電影)
《女人女人》（英語：Dangerous）是一部1935年上映的美国电影。贝蒂·戴维斯在剧中饰演一个酗酒的麻烦不断的女演员，并因此片荣获奧斯卡最佳女主角奖。

## 剧情
唐·贝洛斯是纽约的一个成功的建筑师，即将和盖儿结婚，并开始一个大的建设工程。一天晚上，他在酒吧里遇到了喝醉酒的女人，发现她是自己几年前最崇拜的演员乔伊斯·希斯。唐决心使乔伊斯重新振作起来，将她带到自己的家乡。后来两人相爱，唐与盖儿解除了婚约。
唐决定为乔伊斯制作一部戏剧，重返舞台。当新戏开演之际，唐向乔伊斯求婚，却发现她还有一个感情疏远的丈夫乔丹。乔丹拒绝和乔伊斯离婚。乔伊斯无奈之下，做出惊人之举，准备在一场车祸中杀死自己和乔丹。

## 演员
- 贝蒂·戴维斯 - 乔伊斯·希斯
- 弗朗肖·托恩  - 唐·贝洛斯
- 玛格丽特·琳赛 - 盖儿·阿米塔奇
- 艾莉森·奇斯普沃斯 - 威廉姆斯太太
- 约翰·埃尔德雷奇 - 乔丹·希斯
- 迪克·福伦 - 泰蒂
- 沃尔特·沃克 - 罗杰·法恩斯沃思
- 理查德·卡尔 - 皮特·汉利

## 奖项
戴维斯在此片中成功地饰演了乔伊斯·希斯，获得奧斯卡最佳女主角奖。而前一年她主演的影片《名士殉情记》（Of Human Bondage）也获得了最佳女主角提名，最终克劳黛·考尔白凭借《一夜風流》（It Happened One Night）获得最佳女主角奖。
2002年，斯蒂芬·斯皮尔伯格在一次慈善拍卖会上，购买了贝蒂·戴维斯的两座奥斯卡奖杯，并将他们赠予美国电影艺术与科学学会收藏。